# Margarete Merores
Margarete Wilhelmine Merores (* 13. Juli 1881 in Wien; † 16. Oktober 1959 in Cromer) war eine österreichische, später britische Historikerin, die sich vor allem mit dem mittelalterlichen Italien befasste, insbesondere Venedig. Dabei publizierte sie fast ausschließlich in der Vierteljahrschrift für Sozial- und Wirtschaftsgeschichte. 1939 wurde sie in England, wo sie bis zu ihrem Lebensende blieb, als jüdischer Flüchtling anerkannt.

## Leben und Werk
Margarete Merores’ Eltern waren Theodor Merores (1846–1921) und seine rund elf Jahre jüngere Frau Luise, die aus Prag stammte. Ihre Geschwister hießen Paul (* 13. September 1884) und Helene (* 13. Mai 1886). Margarete ging in Graz zur Schule und schrieb sich zum Wintersemester 1905/06 an der Universität Wien ein, die erst seit 1897 weibliche Studenten aufnahm. Dort wurde sie im Februar 1910 promoviert, nachdem sie ihre Arbeit 1909 vorgelegt hatte. Ihr Thema war die Stadt Gaeta im 8. bis 12. Jahrhundert. 1910/11 unterrichtete sie die Lektüre historischer Quellen, 1912/13 lehrte sie über die Geschichte des Mittelalters am 1901 gegründeten Volksheim. Neben diesem Bedürfnis, diese Art von Bildung außerhalb des akademischen Milieus zu verbreiten – 1914 war sie eine der führenden Köpfe in der Volksbildung und 1916 übernahm sie das Generalreferat der Volksbibliotheken –, interessierte sie sich auch für die Frauenbewegung. So veröffentlichte sie 1913 einen Nachruf auf die Schriftstellerin Henriette Feuerbach in Der Bund.
Ihre wissenschaftliche Arbeit setzte sie daneben umso intensiver fort. So setzte sie die Edition der Dokumente der römischen Kirche Santa Maria in Via Lata fort, wobei sie auf Mommsens Vermittlung das schwer zugängliche Archiv nutzen durfte. Ludo Moritz Hartmann, der die Edition übernommen hatte, konzedierte in der Einleitung, dass Merores die meisten der Dokumente aus der Zeit zwischen 1119 und 1200 übersetzt hätte. Auf Hartmann geht wohl auch ihre Beschäftigung mit der Stadt Gaeta zurück. Dabei fokussierte sie sich noch auf die gängigen Stadtgeschichten, bezog aber bereits Fragen von Wirtschaft, zu Institutionen und zur Gesellschaft mit ein. Inzwischen war sie so weit, dass sie in der Cambridge Medieval History einen Abschnitt zu den italienischen Städten übernehmen sollte, wobei sie sich für die Zeit zwischen 1125 und 1152 entschied. Das fertige Werk wurde zwar bezahlt, jedoch nie veröffentlicht, „sicher aus chauvinistischen Gründen“, wie Hartmanns Schüler Ernst Stein 1924 schrieb. Deutsche Kontribuenten galten als feindlich, daher entfielen viele ihrer Beiträge.
Merores, die also inzwischen als Spezialistin für italienische Stadtgeschichte galt, schrieb 1915 zum ersten Mal über Venedig, nämlich über einen in Wien befindlichen venezianischen Codex des 14. Jahrhunderts. Bereits 1917 hatte sie eine Arbeit zum venezianischen Patriziat abgefasst, die sie jedoch nirgends veröffentlichen konnte. Noch 1916 publizierte sie allerdings eine Arbeit zu den Salinen von Chioggia in der Vierteljahrschrift für Sozial- und Wirtschaftsgeschichte ihres Lehrers Ludo Moritz Hartmann. Damit lieferte sie einen bedeutenden Beitrag zur Sozialgeschichte, aber auch zur Wirtschaftsgeschichte einschließlich der Frage der Entstehung des Kapitalismus in Venedig auf der Basis von Grundeigentum. Dabei war das Salz, das zudem ein Staatsmonopol wurde, noch kaum berücksichtigt worden.
Mit ihrem wirtschafts-, aber auch herrschaftsgeschichtlich bedeutenden Beitrag zum venezianischen System der Staatsanleihen, genauer gesagt zur ersten Anleihe dieser Art aus dem Jahr 1207, ordnete Merores dieses Finanzierungsinstrument staatlicher Aufgaben in einen weiteren Zusammenhang ein. Nach eigener Aussage entstand ihr historisches Interesse aus dem Wertverlust ihren eigenen Kriegsanleihen, die während des Krieges aufgelegt worden waren. Bestas Bilanci generali, bereits vor dem Krieg erschienen, so klagte Merores zu Recht, seien in Deutschland auf keinerlei Resonanz gestoßen. Das Exemplar dieses Werkes, das Merores benutzte, konnte sie nicht käuflich erwerben. Es war Heinrich Kretschmayr, der ihr sein Exemplar lieh.
Zudem war es ihr unmöglich, in den Nachkriegsjahren in Italien zu arbeiten. Dennoch leistete sie einen großen Beitrag zur Geschichte des venezianischen Adels, als sie diesen überaus früh sozialgeschichtlich einordnete, ihm also gesellschaftliche Dynamik verlieh, weniger an der Verfassungsentwicklung orientierte. So konnte sie das Chronicon Altinate als eine Art „Uranfang“ des Libro d’oro, des Goldenen Buches betrachten, in dem die Familien des Adels ihre Mitglieder später verzeichneten. Wer im 10. Jahrhundert nicht dazu gehörte, der hatte große Schwierigkeiten, in den Kreis dieser Familien zu gelangen. Dabei versuchte sie etwa zu ermitteln, auf welcher ökonomischen Basis die „Geschlechter“ Macht und Einfluss aufbauten. Sie neigte dazu, dass in Venedig deutlich früher als anderswo dem Handel neben der Grundherrschaft ein zunehmendes Gewicht zukam, womit sie Werner Sombarts diesbezüglicher These zustimmte. Für sie bestand die familiäre Herrschaft der Alteingesessenen, prosopographisch untermauert, schon vor den Verfassungsentwicklungen des Spätmittelalters, die der so ähnlichen Herrschaftsart der wenigen Familien nur ein neues Gewand gaben. Adlig war demnach schon immer, wer von seinen Standesgenossen als solcher akzeptiert wurde – dabei waren historische Darstellungen aus dem Frühmittelalter besonders überzeugend.
Mit ihrem Beitrag Der große Rat von Venedig befasste sie sich mit der von ihr „sogenannten“ Serrata von 1297. Mit ihr sollte, so der Mythos, die Abriegelung der herrschenden Familien nach unten vollzogen worden sein. Sie stellte fest, dass die venezianische Geschichtsschreibung diesem Vorgang eine je größere Bedeutung beimaß, je weiter dieser zurücklag. Merores gelang es, diese Darstellung zu entmythologisieren. Spätere Autoren, wie Roberto Cessi oder Frederic Lane konzedierten, dass Merores schon früh erkannt hatte, dass es sich nicht um den Ausdruck eines Klassenkampfes zwischen nobili und popolani handelte, sondern um Kämpfe innerhalb der Gruppe der sowieso schon dominierenden Familien. Für Merores gab es dementsprechend gute Gründe von einer „sogenannten“ Serrata zu sprechen. An anderen Stellen blieb sie allerdings den Vorstellungen von einem verantwortungsbewussten Adel treu, der das venezianische Staatsschiff mit größerem Erfolg und weniger Gewalt als die Staaten des italienischen Festlands durch unruhige Zeiten steuerte.
Neben ihren historischen Arbeiten übersetzte sie auch, nämlich ins Deutsche, so etwa Willa Cathers Death Comes for the Archbishop von 1927. Doch fand dieses Werk keinen Verlag und wurde nie veröffentlicht.
Nach diesen Arbeiten ist über ihr Leben kaum etwas bekannt. 1931 arbeitete sie mit Alfons Dopsch zusammen, lebte 1931 bis 1934 in Paris, wo sie als unsichtbare Autorität galt, insbesondere bei den Annales und Lucien Febvre.
Erst 1938 erscheint sie wieder in den Quellen, nämlich im Zusammenhang mit dem Anschluss Österreichs und den Untersuchungen über jüdisches Vermögen seitens der Vermögensverkehrsstelle. Sie erfasste 43.629 Wiener, wobei sich Merores als Pensionärin und als unverheiratet registrieren ließ.
Wieder 1947 erweist sich, dass sie inzwischen als Margaret in Tidworth in Hampshire lebte. Sie erhielt 1948 die britische Staatsbürgerschaft. Noch 1950 publizierte sie einen Artikel in der Gazette des Beaux-Arts.

## Werke (Auswahl)
- Beiträge zur Geschichte der Stadt Gaeta im Mittelalter, Diss., 1910, unter dem Titel Gaeta im frühen Mittelalter, Perthes, Gotha 1911 publiziert.
- Die venezianischen Salinen der älteren Zeit in ihrer wirtschaftlichen und sozialen Bedeutung, in: Vierteljahrschrift für Sozial- und Wirtschaftsgeschichte 13 (1916) 71–107.
- Die älteste venezianische Staatsanleihe und ihre Entstehung, in: Vierteljahrschrift für Sozial- und Wirtschaftsgeschichte 15 (1919) 381–398.
- Der venezianische Steuerkataster von 1379, in: Vierteljahrschrift für Sozial- und Wirtschaftsgeschichte 16 (1922) 415–419.
- Der venezianische Adel. Ein Beitrag zur Sozialgeschichte, in: Vierteljahrschrift für Sozial- und Wirtschaftsgeschichte 19 (1926) 193–237.
- Der große Rat von Venedig und die sogenannte Serrata vom Jahre 1297, in: Vierteljahrschrift für Sozial- und Wirtschaftsgeschichte 21 (1928) 33–113.